# Siegfried Seidemann
Siegfried Seidemann (geb. 20. Januar 1879 in Birkenhain (heute Piekary Śląskie), Oberschlesien; gest. 9. April 1956 in New York) war ein deutscher Architekt jüdischer Religion, der 1940 in das französische Lager Gurs deportiert wurde. Er konnte 1942 in die USA fliehen.

## Leben
Seidemanns Eltern waren Ignatz Isaac Seidemann (1852–1940) und dessen Frau Johanna, geb. Kaiser (geboren 1852). Siegfried Seidemann studierte um 1900 Architektur in Hildburghausen und an der TH München. Etwa um 1902 kam er ins Großherzogtum Baden; seit Ende des Jahres 1903 war er im Haus Brückenstraße 66 in Heidelberg wohnhaft. 1904 heiratete er Paula Wolfermann (1881–1936). Ab 1909 war er Mitglied der jüdischen Gemeinde und von 1922 bis 1933 Mitglied von deren Synagogenrat. 1933 wurde er als stellvertretender Vorsitzender der jüdischen Gemeinde in Heidelberg genannt. Seidemann war Mitglied im Bund Deutscher Architekten. In der Heidelberger Weststadt entwarf er um 1911 das Doppelwohnhaus in der Kleinschmidtstraße 46–48, sowie mehrere Villen wie in der Schillerstraße 7, der Häusserstraße 14, der Blumenstraße 15 und der Rahmengasse 22 bis 32. Insgesamt entwarf er mindestens 24 Wohnhäuser in Heidelberg, außerdem wurde die Altstadt-Synagoge in Heidelberg 1913 nach seinen Entwürfen renoviert.
In der Zeit des Nationalsozialismus wurde ihm bereits 1933, also noch vor den Nürnberger Gesetzen, als Jude eine Berufsausübung verboten. Das Wohnhaus, in dem Siegfried Seidemann mit seinem Vater wohnte, wurde zwischen 1939 und 1940 zu einem sog. „Judenhaus“. Seidemanns Vater Ignatz starb Ende Oktober 1940, wobei nicht ganz klar ist, ob er sich selbst das Leben nahm. Am 22. Oktober 1940 wurde Siegfried Seidemann im Rahmen der später Wagner-Bürckel-Aktion genannten Deportation der badischen Juden in das Lager Gurs (Camp de Gurs) verschleppt. Von dort wurde er in das Lager Les Milles gebracht, wo er bis zum Dezember 1941 gefangen gehalten wurde. Im Januar 1942 konnte er über Nordafrika und Casablanca in die USA fliehen, wo er seither in New York lebte. Am 9. April 1956 starb Siegfried Seidemann nach langer Krankheit. Er liegt auf dem Mount Richmond Cemetery begraben. Bislang erinnert kein Heidelberger Straßennamen an den Architekten.
Siegfried Seidemann und seine Frau Paula hatten eine Tochter, Elfriede, und einen Sohn, Rudi Max, der jedoch schon 1916 im Alter von knapp fünf Jahren starb. Die Tochter floh im November 1933 nach Amsterdam, wo sie schon 1934 starb. Am 26. Februar 1936 nahm sich seine Frau Paula das Leben.
Im Gedenken an Siegfried Seidemann wurde am 13. September 2022 ein Stolperstein vor dem Haus in der Kleinschmidtstraße 23 im Stadtteil Weststadt in Heidelberg verlegt.

## Bauten und Entwürfe
- 1906/1908: Entwürfe für den Umbau der israelitischen Leichenhalle auf dem Jüdischen Friedhof (Bergfriedhof) in Heidelberg
- 1906 bis 1910: rund 2 Dutzend Bauten vor allem in den Stadtteilen Weststadt und Neuenheim, ferner Altstadt und Handschuhsheim
- 1913: Renovierung und Erweiterung der Hauptsynagoge an der Großen Mantelgasse (am heutigen Alten Synagogenplatz) in Heidelberg
- 1925: Neuausstattung des Jüdischen Gemeindehauses in Mannheim, M 6, Nr. 12–14
- 1928: Siedlung Atzelhof im Stadtteil Handschuhsheim, Rottmannstraße / Steubenstraße (Blockrandbebauung)
- 1929–1930: Umbau der Klaussynagoge in Mannheim
- um 1930: Renovierung der Synagoge in Neidenstein[3]